# Ecuación diferencial de Hill
En matemáticas, la ecuación de Hill o la ecuación diferencial de Hill es la ecuación diferencial ordinaria lineal de segundo orden
{\displaystyle {\frac {d^{2}y}{dt^{2}}}+f(t)y=0,}
donde {\displaystyle f(t)} es una función periódica para período mínimo {\displaystyle \pi }. Es decir que para todo {\displaystyle t}
{\displaystyle f(t+\pi )=f(t),}
y si {\displaystyle p} es un número tal que 0 {\displaystyle 0<p<\pi }, Entonces hay al menos un intervalo real {\displaystyle I} de tal manera que {\displaystyle f(t+p)\neq f(t)} para {\displaystyle t\in I}.
La ecuación lleva el nombre de George William Hill, quien la introdujo en 1886.
Debido a que {\displaystyle f(t)} tiene un período {\displaystyle \pi }, la ecuación de Hill puede reescribirse usando la serie de Fourier de {\displaystyle f(t)}:
{\displaystyle {\frac {d^{2}y}{dt^{2}}}+\left(\theta _{0}+2\sum _{n=1}^{\infty }\theta _{n}\cos(2nt)+\sum _{m=1}^{\infty }\phi _{m}\sin(2mt)\right)y=0.}
Algunos casos especiales importantes de la ecuación de Hill son la ecuación de Mathieu (en la que solo los términos correspondientes a {\displaystyle n=0,1} son incluidos) y la ecuación de Meissner.
La ecuación de Hill es un ejemplo importante en la comprensión de las ecuaciones diferenciales periódicas. Dependiendo de la forma exacta de {\displaystyle f(t)}, las soluciones pueden permanecer limitadas todo el tiempo, o la amplitud de las oscilaciones en las soluciones puede crecer exponencialmente. La teoría de Floquet describe la forma precisa de las soluciones a la ecuación de Hill. Las soluciones también se pueden escribir en términos de determinantes de Hill.
Además de su aplicación original a la estabilidad lunar, la ecuación de Hill aparece en muchos entornos, incluido la modelización de un espectrómetro de masas cuadripolar, como la ecuación de Schrödinger unidimensional de un electrón en un cristal, óptica cuántica de sistemas de dos niveles y en la física de los aceleradores.